# Dyckia frigida
Dyckia frigida là một loài thực vật có hoa trong họ Bromeliaceae. Loài này được Hook.f. mô tả khoa học đầu tiên năm 1877.